# Styrak japoński
Styrak japoński (Styrax japonicus Siebold et Zucc.) – gatunek drzew z rodziny styrakowatych. Występuje w Chinach, na Półwyspie Koreańskim i w Japonii.

## Morfologia
PokrójDrzewo lub krzew wysokości 5-7 (-10) m o krótkim pniu. Korona jest gęsta, wzniesiona, konary szeroko rozpostarte. Pędy cienkie, pokryte gwiaździstymi włoskami.
LiścieOpadające na zimę; szerokoeliptyczne do podłużnie eliptycznych, z wierzchu błyszczące, ciemnozielone.
KwiatyBardzo liczne, zebrane w pęczki po 3-6, pachnące. Zwisają na cienkich szypułkach, korony są szeroko dzwonkowate i białe. Kwitnienie trwa w czerwcu-lipcu.

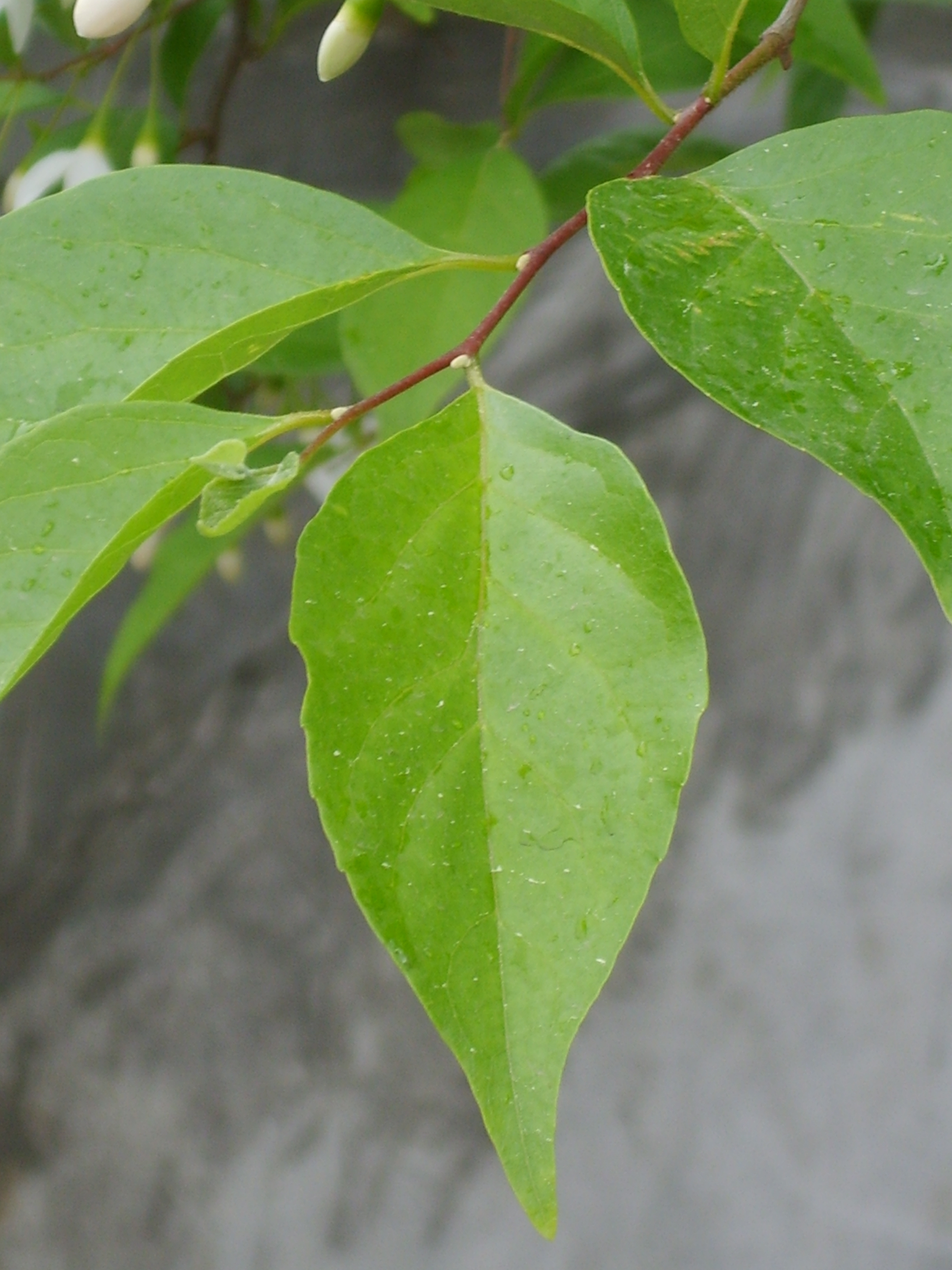
Liście
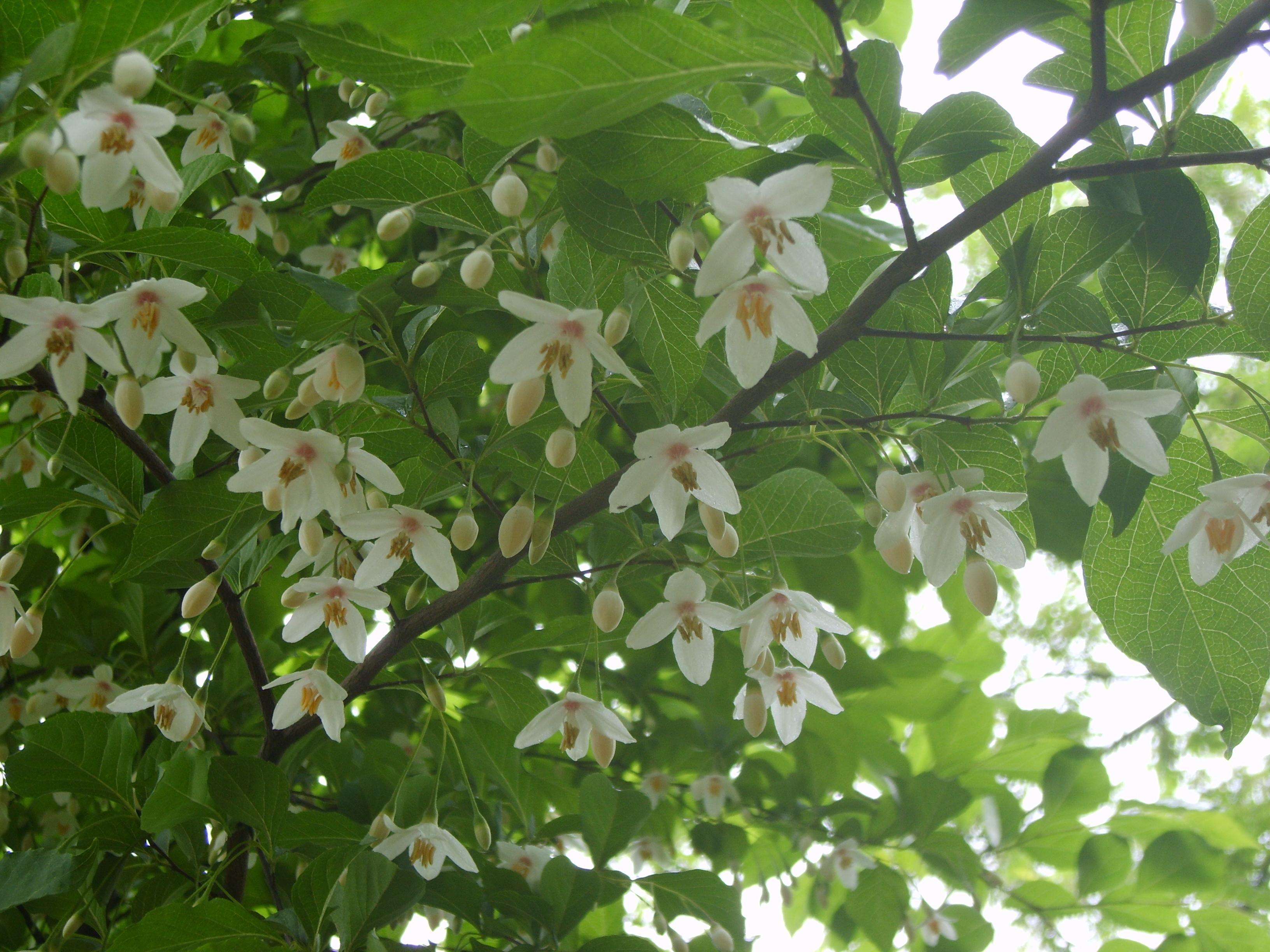
Kwiaty
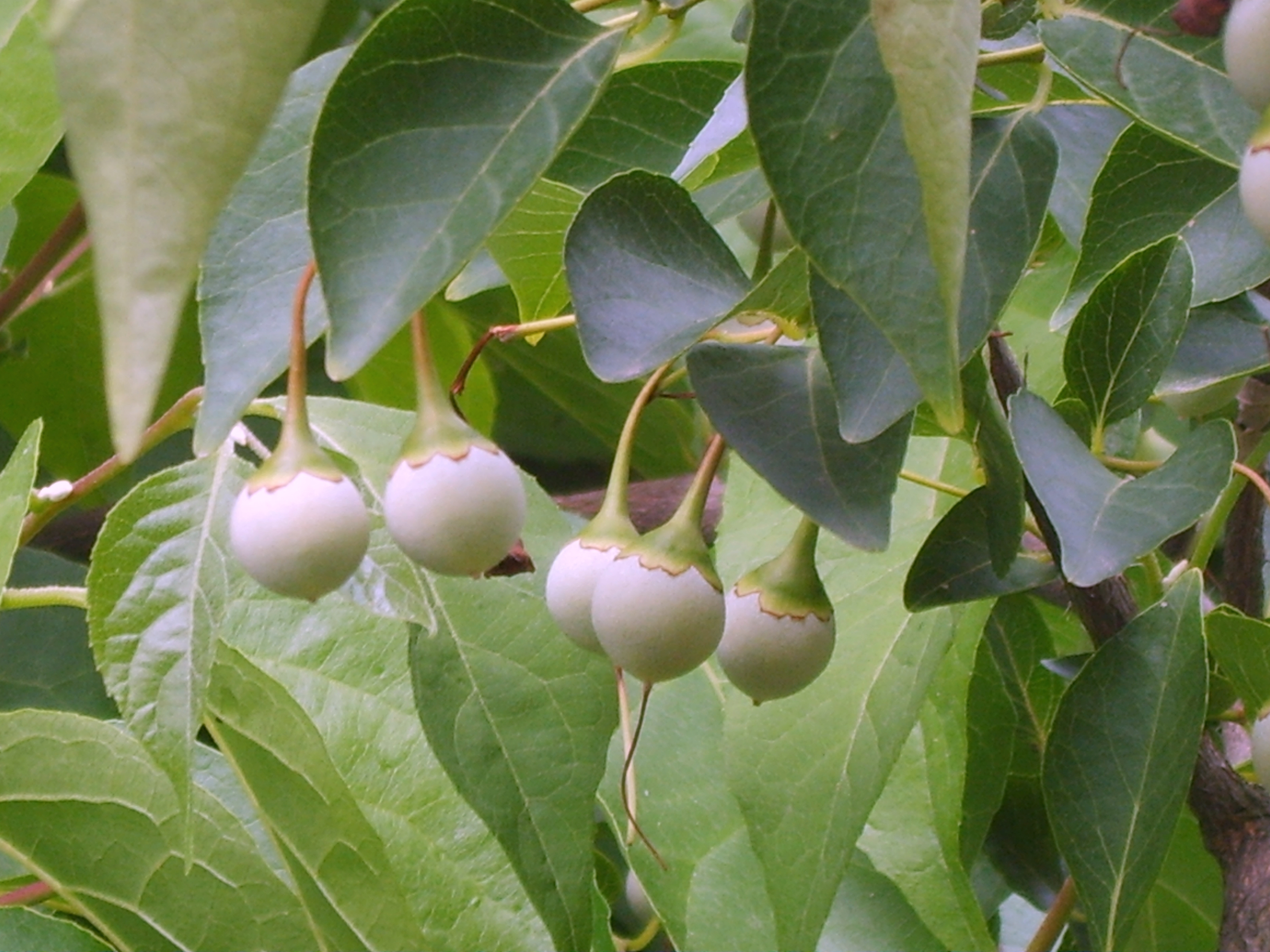
Owoce

## Zastosowanie
Gatunek atrakcyjny do sadzenia w ogrodach, jako drzewo soliterowe, dla miłośników roślin drzewiastych.

## Odmiana
'Fergestii' – wzrost silny, forma drzewiasta. Liście ma nieco większe niż u formy typowej.

## Uprawa
Roślina o dużych wymaganiach; młode drzewa potrzebują ochrony przed wiatrem. Preferuje stanowiska osłonięte, słoneczne do lekko cienistych, gleby świeże, żyzne, próchniczne, dobrze przepuszczalne, lekko kwaśne.